# Aethalura intextata
Aethalura intextata är en fjärilsart som beskrevs av George Duryea Hulst 1895. Aethalura intextata ingår i släktet Aethalura och familjen mätare. Inga underarter finns listade i Catalogue of Life.